# Bathyporeiapus magellanicus
Bathyporeiapus magellanicus is een vlokreeftensoort uit de familie van de Exoedicerotidae. De wetenschappelijke naam van de soort is voor het eerst geldig gepubliceerd in 1931 door Schellenberg.